# Linia kolejowa nr 384
Linia kolejowa nr 384 – nieczynna i w większości rozebrana, jednotorowa, niezelektryfikowana linia kolejowa znaczenia regionalnego o długości 26,129 km, łącząca stację Sulechów ze stacją Świebodzin, otwarta w 1919 r. W 1988 r. wstrzymano na niej ruch pociągów pasażerskich, a w 1990 r. towarowych. Na początku lat 20. XXI w. mówiło się o jej reaktywacji z uwzględnieniem drugiego toru w ramach tzw. Kolejowej Magistrali Zachodniej.

## Historia

### Geneza
Idea budowy połączenia kolejowego pomiędzy Sulechowem (wówczas Züllichau), będącym siedzibą władz powiatu Züllichau-Schwiebus, a Świebodzinem (wówczas Schwiebus) pojawiła się na początku XX w. Planowano wówczas utworzyć linię kolejową z Sulechowa, przez Świebodzin do Międzyrzecza (niem. Meseritz), co miało stanowić najkrótszą drogę między tymi miastami, odgrywającymi najważniejszą rolę w powiatach ziemskich Züllichau-Schwiebus i Meseritz. Zdaniem pomysłodawców tego projektu miało ono także przyczynić się do rozwoju położonych między tymi miastami terenów rolniczych i leśnych, które dotąd pozbawione były odpowiedniej komunikacji i przemysłu. Powstanie takiej linii skróciłoby i ułatwiło także połączenie Świebodzina zarówno z Sulechowem, jak i Międzyrzeczem – wcześniej bowiem, wobec braku bezpośredniego połączenia tych miejscowości drogą kolejową, można było do nich dotrzeć pociągiem tylko drogą okrężną przez Zbąszyń, która była przez to dość kłopotliwa.

### 1910–1919
Wbrew początkowym planom, w ostatecznym projekcie budowy nowej linii kolejowej łączącej Sulechów ze Świebodzinem nie uwzględniono odcinka ze Świebodzina do Międzyrzecza. Ostateczny kształt nowego połączenia ustalono 25 lipca 1910 – tego dnia wydano bowiem pruską ustawę, na mocy której zarządzono budowę nowej normalnotorowej, drugorzędnej i jednotorowej linii kolejowej z Konotopu, przez Sulechów do Świebodzina, mającej liczyć ponad 61 km, a w przyszłości stanowić całość z, powstającą już w tym czasie i mającą taką samą charakterystykę, linią z Głogowa, przez Kolsko do Konotopu. Jej budowa miała zostać sfinansowana ze środków państwowych.
Nowa linia według ustawodawcy miała stanowić głównie skrótowe połączenie już istniejących linii kolejowych o większym znaczeniu – linii z Poznania, przez Zbąszyń do Frankfurtu nad Odrą oraz linii ze Zbąszynia do Gubina. Poza tym miała także przyczynić się także do rozwoju gospodarczego położonych w jej pobliżu terenów. W jej ramach zaplanowano również budowę bocznicy kolejowej w miejscowości Cigacice odchodzącej do położonego w niej nad Odrą portu rzecznego. Koszt budowy całej linii z Konotopu, przez Sulechów do Świebodzina szacowano początkowo na 6 360 000 marek, na co składał się koszt wykupu gruntów (na ten cel przeznaczono 1 049 000 marek), budowę torowiska oraz budowę nowych stacji i przystanków, a także dostosowanie i przebudowę już istniejących.
Przed rozpoczęciem właściwej budowy nowej linii na całej jej długości dokonano koniecznego wykupu gruntów. Same prace zaczęto prowadzić od strony Konotopu w kierunku Trzebiechowa i Sulechowa. Mimo trudności organizacyjnych i finansowych wynikających z trwającej I wojny światowej prace prowadzono nadal. Ostatecznie 1 lipca 1915 otwarto odcinek z Konotopu do Trzebiechowa, a 1 listopada tego samego roku odcinek z Trzebiechowa, przez Cigacice do Sulechowa – w sumie odcinki liczyły 33,06 km długości. 1 lipca 1916 oddano jeszcze do użytku, liczącą niespełna 3 km i przeznaczoną wyłącznie dla ruchu towarowego, bocznicę do portu w Cigacicach.
W związku z inflacją, panującą w Rzeszy Niemieckiej na skutek I wojny światowej, dalsze prace zostały znacznie utrudnione, gdyż koszty budowy linii okazały się znacznie wyższe niż te przewidywane w kosztorysie, powstałym na przełomie 1909 r. i 1910 r. a fundusze przekazane na ten cel z budżetu państwa okazały się niewystarczające. Ostatecznie pruską ustawą z 17 kwietnia 1916 władze państwa przekazały z budżetu kwotę 530 000 marek na dokończenie budowy odcinka z Sulechowa do Świebodzina. W wyniku prowadzonych nadal działań wojennych i wynikających z nich problemów gospodarczo-organizacyjnych dalsze prace na tym odcinku prowadzone były w wolnym tempie i często dochodziło do ich przerywania, w związku z czym ich zakończenie przypadło już na okres po zakończeniu I wojny światowej. Odcinek z Sulechowa do Świebodzina, o długości 25,13 km, otwarto dla publicznego ruchu osobowego i towarowego 16 czerwca 1919. Linia ta była zarazem ostatnią wybudowaną przez pruską Dyrekcję Kolei w Poznaniu.

## Galeria

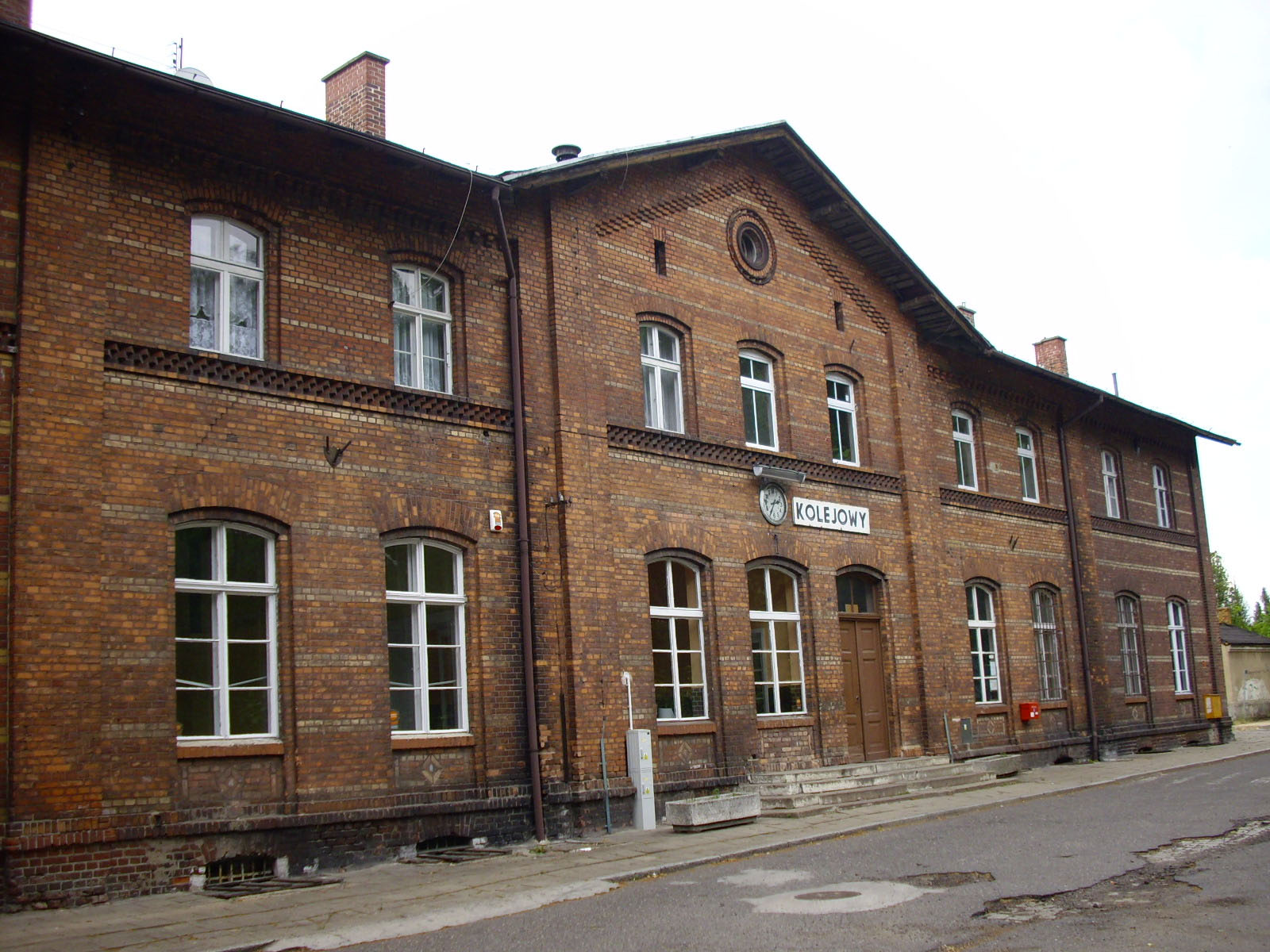
Stacja kolejowa Sulechów
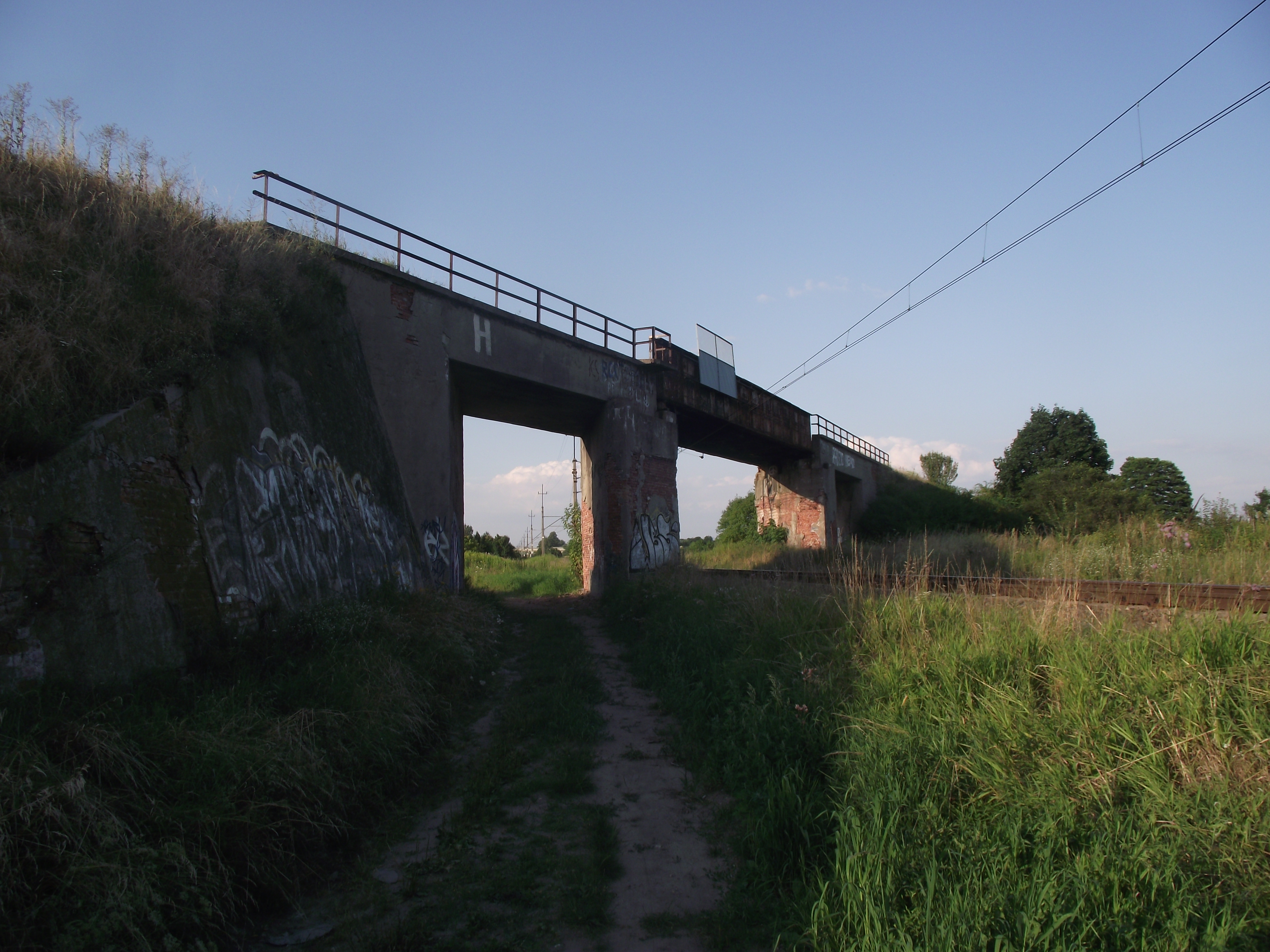
Wiadukt linii kolejowej nr 384 nad linią kolejową nr 358
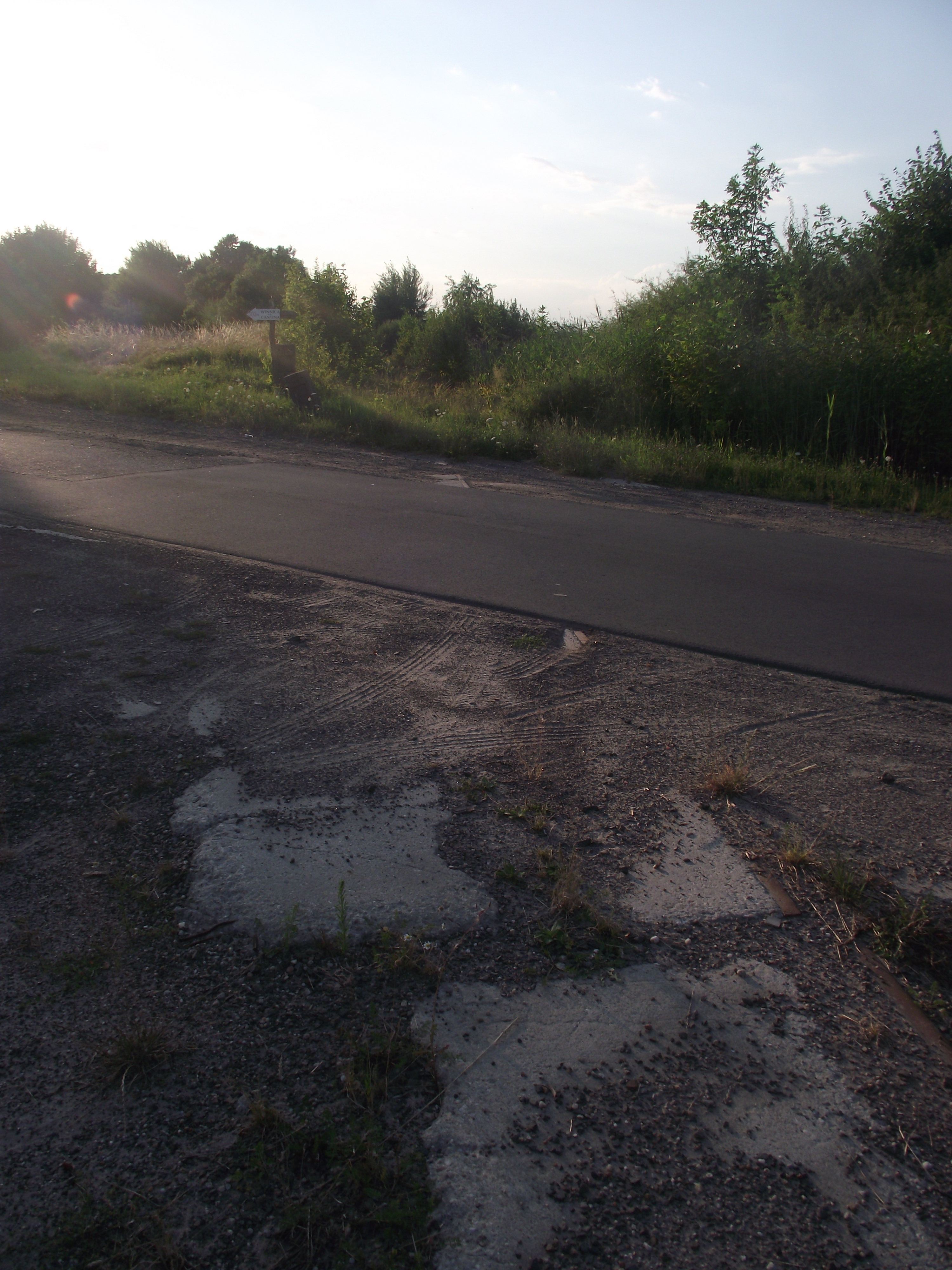
Zaasfaltowany przejazd linii kolejowej nr 384 przez drogę wojewódzką nr 278 – widok w stronę przystanku kolejowego Mozów
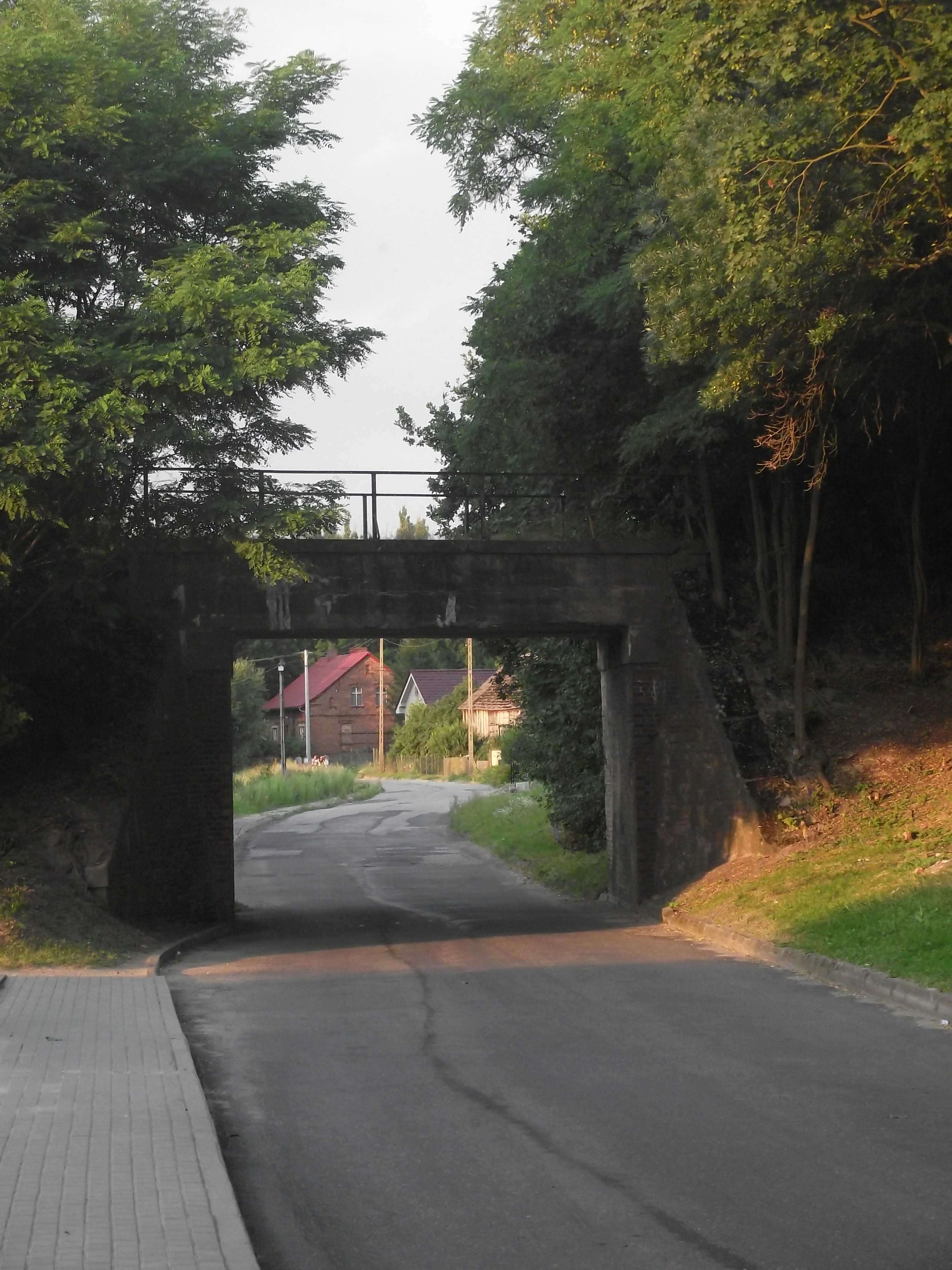
Wiadukt linii kolejowej nr 384 nad drogą powiatową do Pomorska w Kijach
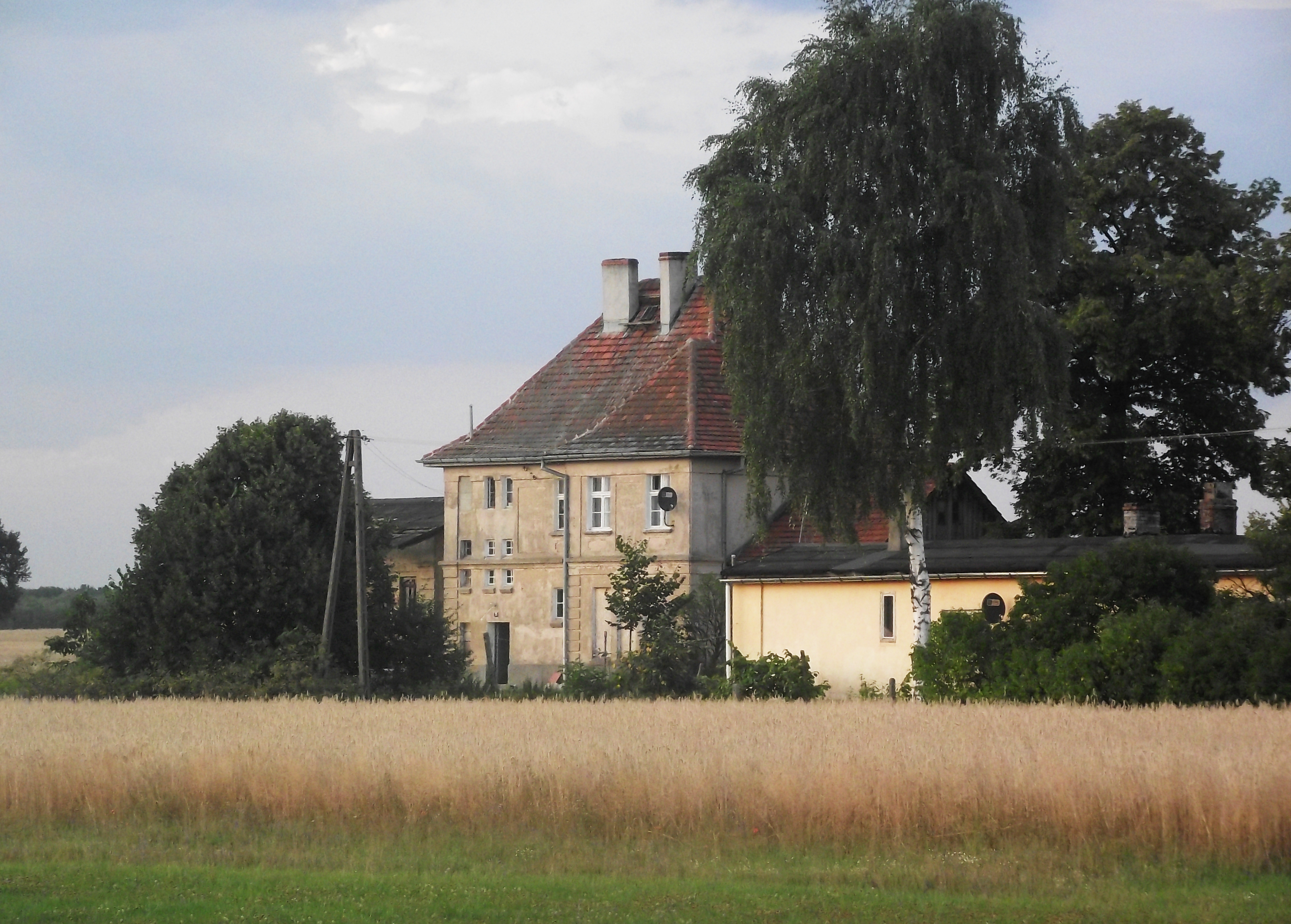
Stacja kolejowa Głogusz Kije
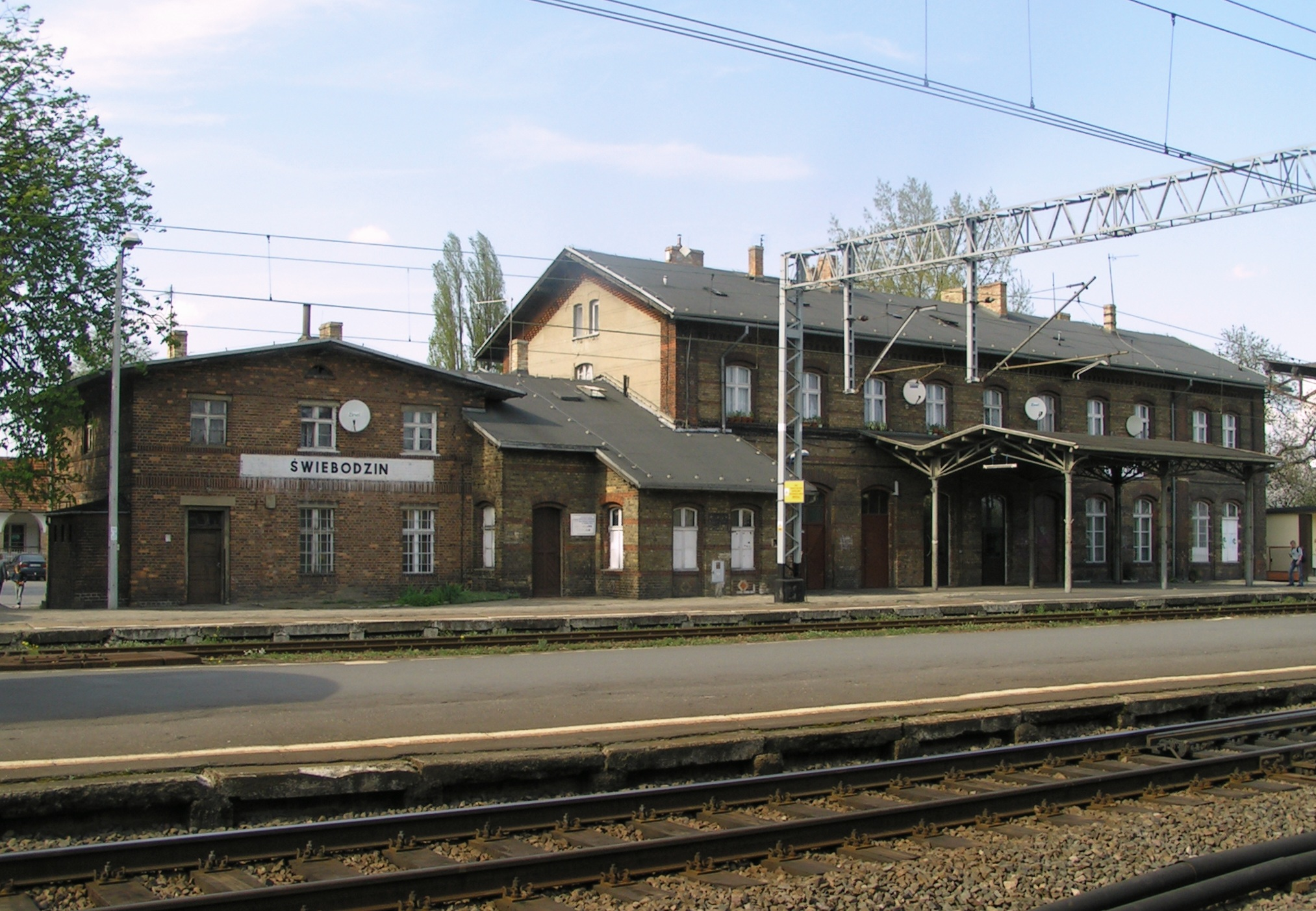
Stacja kolejowa Świebodzin